# Adactylotis inquinataria
Adactylotis inquinataria là một loài bướm đêm trong họ Geometridae.